# フィンガータブ

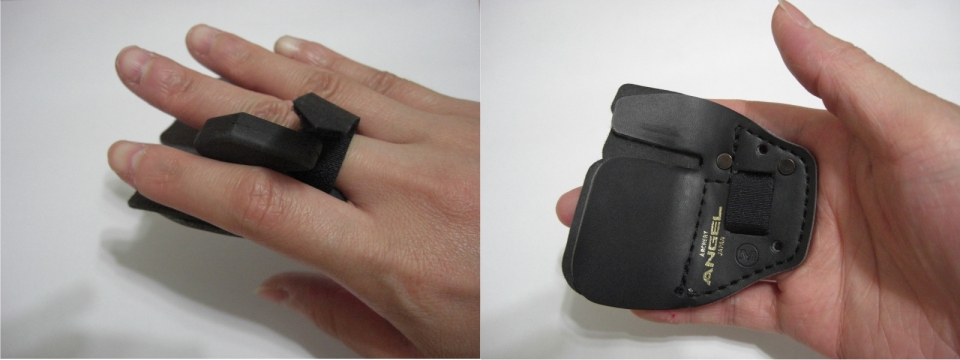
フィンガータブの装着例

フィンガータブ （ finger tab、Archer Tab ）とは、メディトレイニアン・ドローで弓の弦にかける指保護用の手袋である。材質は皮などから作られている。似たような保護具では、アーチャー・グローブなど種類がある。この3本の指で引くスタイルは、ベアボウやロングボウで一般的に使われる引き方である。

## 歴史

三種類の弓の弾き方例 Fig1がメディトレイニアン リリース（地中海式）

15世紀の長弓兵は3つの指を通す穴が開けた一枚の豚皮を使用していたことが判明している。